# Kanton Auvillar
Kanton Auvillar (francouzsky Canton d'Auvillar) je francouzský kanton v departementu Tarn-et-Garonne v regionu Midi-Pyrénées. Tvoří ho 10 obcí.

## Obce kantonu
- Auvillar
- Bardigues
- Donzac
- Dunes
- Merles
- Le Pin
- Saint-Cirice
- Saint-Loup
- Saint-Michel
- Sistels